# Kókusz-sziget
A lakatlan Kókusz-sziget (spanyolul Isla del Coco, angolul Cocos Island) 500 km-re Costa Rica partvidékétől a Csendes-óceánban fekszik.

## Földrajz

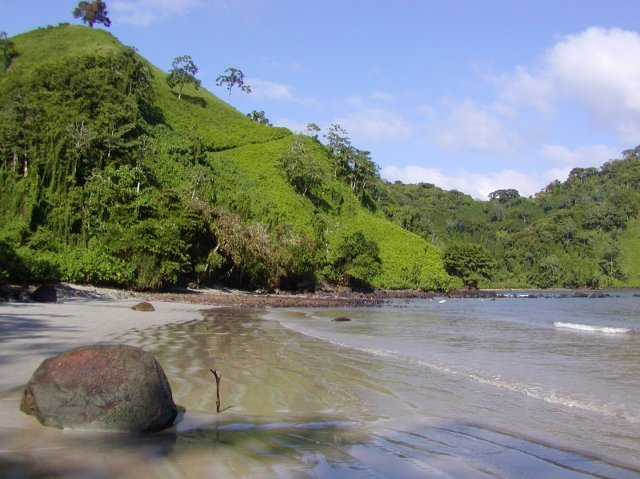
Chatham-öböl

Területe 24 km². A kiemelkedően magas éves csapadéknak köszönhetően egyedülálló esőerdei övezeti flóra és fauna jellemzi a szigetet. A szigeten megtalálható számos páfrány, bazídiumos gomba és lombosmoha faj.

## Története
A sziget a kalózok kedvelt búvóhelye volt, akik több száz éven keresztül rejtették ide összerabolt zsákmányaikat, és közben kutatták szorgalmasan elődeik hagyatékát. Edward Davis angol kalóz a 17. század végén helyezte el itt először értékeit, ám hamarosan meghalt, így nem térhetett vissza értük. Davis példáját egészen a 19. századig bezáróan többen is követték, például Benito Bonito portugál kalóz, aki 1819-ben Acapulco kirablása után rejtette itt el a város kincseit. 1823-ban, a Simón Bolívar elől menekülő gazdag spanyolok is itt szabadultak meg értékeiktől, köztük egy ember nagyságú, színarany Madonna-szobortól. Az egyik legkitartóbb kincskereső a német August Gissler volt, aki 1889 és 1908 között a szigeten élt. Ő volt az első és utolsó kormányzója a területnek. Gissler több, földalatti alagútrendszert hozott létre, amelyeket a számos földrengés ellenére még ma is be lehet járni. A szigeten megfordulók persze számos térképet hagytak hátra maguk után, ami kincsvadászok hadát csábított oda a századfordulóra, ám igazi áttörést csak a fémdetektor feltalálása jelentett, amelynek segítségével 1932-ben már egy 1 millió dollár értékű aranyleletre bukkantak.
Ma azonban a sziget már egy védett nemzeti park, melyet 1997-ben a világörökség részévé nyilvánított az UNESCO. A turisták csak külön hatósági engedéllyel léphetnek a sziget területére, amit még aznap el is kell hagyniuk.
Robert Louis Stevenson regénye, A kincses sziget itt játszódik. A szerző 1880-ban szerzett tudomást a helyről és az állítólagos limai kincsről.

## Fordítás
Ez a szócikk részben vagy egészben a Cocos-Insel című német Wikipédia-szócikk fordításán alapul.  Az eredeti cikk szerkesztőit annak laptörténete sorolja fel. Ez a jelzés csupán a megfogalmazás eredetét és a szerzői jogokat jelzi, nem szolgál a cikkben szereplő információk forrásmegjelöléseként.

## Külső hivatkozások
- http://www.an-no.hu/index.php?cikk=1528 Archiválva 2007. február 11-i dátummal a Wayback Machine-ben